# CFC-wetgeving
CFC-wetgeving (CFC staat voor Controlled Foreign Company) is fiscale wetgeving waarmee men wil voorkomen dat belastingplichtigen hun inkomen laten neerslaan in brievenbusvennootschappen in het buitenland, met name belastingparadijzen. Het is anti-misbruikwetgeving die met name speelt in de sfeer van de vennootschapsbelasting. CFC-wetgeving belast deze inkomsten bij de aandeelhouder, ook als geen dividend is uitgekeerd. CFC-wetgeving is in de laatste 25 jaar ingevoerd in verschillende landen, waaronder de Verenigde Staten en Frankrijk. 
De huidige Nederlandse CFC-wetgeving is vastgelegd in art. 13a Wet VPB 1969. 
Op grond van art. 13a Wet VPB 1969 is een belastingplichtige onder omstandigheden verplicht haar belang in een dochtervennootschap jaarlijks te waarderen tegen de waarde in het economische verkeer (herwaarderingsverplichting). Hierdoor wordt het resultaat van de dochtervennootschap onderworpen aan vennootschapsbelasting bij de moeder voordat winstuitkeringen hebben plaatsgevonden of een vervreemdingsvoordeel is gerealiseerd, en gaan zowel het tarief- als het uitstelvoordeel gemoeid met het gebruik van een CFC verloren.
Art. 13a Wet VPB 1969 bevat de volgende cumulatieve voorwaarden voor toepassing van de herwaarderingsverplichting:
(i) het moet gaan om een ter belegging gehouden deelneming;
(ii) het gehouden belang in de deelneming is ten minste 25%;
(iii) de CFC is niet onderworpen aan een naar Nederlandse maatstaven reële heffing; en
(iv) de bezittingen van de CFC bestaan voor ten minste 90% uit laagbelaste vrije beleggingen.
De vormgeving van art. 13a Wet VPB 1969 is zodanig dat de aanwezigheid van een herwaarderingsverplichting toepassing van de deelnemingsvrijstelling uitsluit. Ten slotte kent art. 13a Wet VPB 1969 een economische benadering van het “voordeelbegrip”: als sprake is van een (latent) verlies bij de CFC zal door de herwaarderingsverplichting een negatief voordeel (en dus een verlies) ook
eerder in de heffing van Vpb worden betrokken.
CFC-wetgeving belast buitenlandse inkomsten bij buitenlandse dochtervennootschappen volledig bij de moedermaatschappij, die ze bij haar belastbare winst moet optellen. Ook worden soms "pseudo-strafmaatregelen" genomen zoals toepassing van een hoger tarief of weigering van bepaalde faciliteiten zoals versnelde afschrijving.
Het is niet de bedoeling van CFC-wetgeving om zonder onderscheid iedere dochtermaatschappij in het buitenland te belasten. Daarom worden, afhankelijk van de jurisdictie, nadere voorwaarden gesteld. Deze kunnen onder meer omvatten:
- Het bedrijf moet een zuivere holding zijn;
- Het tarief in het land waarin het bedrijf is gevestigd moet substantieel lager zijn dan dat van het moederland;
- Het bedrijf heeft weinig of geen werknemers;
- Het bedrijf is gevestigd in een land dat op een "zwarte lijst" staat;
- Er is geen sprake van een belastingverdrag of het verdrag staat CFC-heffing toe;
- Het aandeelhoudersbelang moet boven een absolute grens of een percentage uitkomen (vaak 50%).

Het zal duidelijk zijn dat men hier tracht de holdings te treffen die puur en alleen gericht zijn op het verzamelen van inkomen, en zich niet met enige daadwerkelijke activiteit bezighouden. Ook tracht men niet vestigingen in buurlanden te treffen, maar brievenbusvennootschappen in belastingparadijzen. Wanneer een Franse vennootschap bijvoorbeeld een dochtermaatschappij heeft die een Duitse fietsenfabriek exploiteert, zal deze niet onder de Franse CFC-wetgeving vallen. Dit zal echter waarschijnlijk wel het geval zijn bij een Liechtensteinse holding.